# Жанейру-де-Сіма
Жанейру-де-Сіма (порт. Janeiro de Cima; МФА: [ʒɐ.ˈnɐj.ɾu dɨ ˈsi.mɐ]) — парафія в Португалії, у муніципалітеті Фундан. Розташована в східній частині країни, на теренах історичної португальської провінції Бейра. Входить до складу округу Каштелу-Бранку. За адміністративним поділом, чинним до 1976 року, терени парафії були складовою провінції Нижня Бейра. Належить до Порталегрівсько-Каштелу-Бранківської діоцезії Католицької церкви. Патрон — Діва Марія. Площа — 11,9261 км². Населення — 306 ос. (2011). Слабо урбанізований регіон. Густота населення — 25,66 осіб/км²
. Код — 050418.

## Населення
| Кількість мешканців | Кількість мешканців | Кількість мешканців | Кількість мешканців | Кількість мешканців | Кількість мешканців | Кількість мешканців | Кількість мешканців | Кількість мешканців | Кількість мешканців | Кількість мешканців | Кількість мешканців | Кількість мешканців | Кількість мешканців | Кількість мешканців |
| ------------------- | ------------------- | ------------------- | ------------------- | ------------------- | ------------------- | ------------------- | ------------------- | ------------------- | ------------------- | ------------------- | ------------------- | ------------------- | ------------------- | ------------------- |
| 1864                | 1878                | 1890                | 1900                | 1911                | 1920                | 1930                | 1940                | 1950                | 1960                | 1970                | 1981                | 1991                | 2001                | 2011                |
| 498                 | 533                 | 594                 | 607                 | 640                 | 648                 | 648                 | 720                 | 719                 | 622                 | 560                 | 542                 | 442                 | 352                 | 306                 |